# Campeonato Mundial de Snowboard de 2023 - Big air masculino
A prova do Big air masculino do Campeonato Mundial de Snowboard de 2023 ocorreu entre os dias 2 a 4 de março, em Bakuriani, na Geórgia.

## Medalhistas
| Ouro                 | Prata               | Bronze              |
| Taiga Hasegawa (JPN) | Mons Røisland (NOR) | Nicolas Huber (SUI) |

## Calendário
Todos os horários estão no horário local (UTC+4)
| Data       | Horário | Fase         |
| ---------- | ------- | ------------ |
| 2 de março | 09:20   | Qualificação |
| 4 de março | 12:30   | Final        |

## Resultados
Um total de 43 snowboarders de 20 nacionalidades participaram da competição.

### Qualificação
As provas começaram às 09:20 do dia 2 de março.
Baeria 1
| Colocação | Bib | Ordem de descida | Nome             | Nacionalidade  | Descida 1 | Descida 2 | Descida 3 | Total  | Notas |
| --------- | --- | ---------------- | ---------------- | -------------- | --------- | --------- | --------- | ------ | ----- |
| 1         | 10  | 1                | Taiga Hasegawa   | Japão          | 78.75     | 77.50     | 6.50      | 156.25 | Q     |
| 2         | 4   | 10               | Takeru Otsuka    | Japão          | 69.00     | 80.25     | 63.75     | 149.25 | Q     |
| 3         | 26  | 16               | Samuel Jaroš     | Eslováquia     | 54.75     | 51.50     | 91.00     | 145.75 | Q     |
| 4         | 13  | 5                | Nicolas Huber    | Suíça          | 64.50     | 43.75     | 77.50     | 142.00 | Q     |
| 5         | 9   | 3                | Mons Røisland    | Noruega        | 15.25     | 80.50     | 59.25     | 139.75 | Q     |
| 6         | 1   | 8                | Marcus Kleveland | Noruega        | 18.50     | 79.00     | 60.00     | 139.00 |       |
| 7         | 29  | 12               | Kalle Jarvilehto | Finlândia      | 81.50     | 56.25     | 24.00     | 137.75 |       |
| 8         | 45  | 19               | Clemens Millauer | Áustria        | 70.25     | 23.75     | 66.75     | 137.00 |       |
| 9         | 21  | 6                | Noah Vicktor     | Alemanha       | 16.50     | 56.00     | 52.00     | 108.00 |       |
| 10        | 14  | 9                | William Mathisen | Suécia         | 57.50     | 38.25     | 55.75     | 95.75  |       |
| 11        | 37  | 20               | Mikko Rehnberg   | Finlândia      | 64.25     | 24.50     | 12.25     | 88.75  |       |
| 12        | 38  | 18               | Álvaro Yáñez     | Chile          | 8.75      | 50.00     | 36.75     | 86.75  |       |
| 13        | 34  | 11               | Moritz Breu      | Alemanha       | 56.50     | 28.25     | 13.75     | 84.75  |       |
| 14        | 30  | 23               | Jakub Hroneš     | Chéquia        | 5.50      | 69.50     | 10.00     | 79.50  |       |
| 15        | 41  | 13               | Jules De Sloover | Bélgica        | 62.25     | 15.50     | 13.25     | 77.75  |       |
| 16        | 33  | 17               | Jesse Parkinson  | Austrália      | 10.25     | 60.00     | 11.75     | 71.75  |       |
| 17        | 42  | 14               | Romain Allemand  | França         | 57.25     | 12.00     | 13.50     | 70.75  |       |
| 18        | 18  | 2                | Nicola Liviero   | Itália         | 29.00     | 23.25     | 39.50     | 68.50  |       |
| 19        | 46  | 15               | Joewen Frijns    | Países Baixos  | 37.75     | 4.50      | 5.25      | 43.00  |       |
| 20        | 17  | 4                | Lyon Farrell     | Nova Zelândia  | 12.00     | 16.75     | 12.50     | 29.25  |       |
| 21        | 22  | 21               | Seppe Smits      | Bélgica        | 9.75      | 13.00     | 11.00     | 24.00  |       |
| 22        | 25  | 22               | Emil Zulian      | Itália         | DNS       | DNS       | DNS       | DNS    | DNS   |
| 22        | 5   | 7                | Chris Corning    | Estados Unidos | DNS       | DNS       | DNS       | DNS    | DNS   |

Baeria 2
| Colocação | Bib | Ordem de descida | Nome                | Nacionalidade | Descida 1 | Descida 2 | Descida 3 | Total  | Notas |
| --------- | --- | ---------------- | ------------------- | ------------- | --------- | --------- | --------- | ------ | ----- |
| 1         | 7   | 3                | Ryoma Kimata        | Japão         | 77.25     | 77.50     | 32.25     | 154.75 | Q     |
| 2         | 23  | 16               | Sam Vermaat         | Países Baixos | 75.75     | 62.00     | 10.25     | 137.75 | Q     |
| 3         | 3   | 10               | Nicolas Laframboise | Canadá        | 65.25     | 61.75     | 71.25     | 133.00 | Q     |
| 4         | 48  | 12               | Yang Wenlong        | China         | 53.25     | 69.00     | 59.50     | 128.50 | Q     |
| 5         | 39  | 23               | Kristián Salač      | Chéquia       | 59.25     | 67.00     | 24.00     | 126.25 | Q     |
| 6         | 27  | 11               | Bendik Gjerdalen    | Noruega       | 7.00      | 64.00     | 57.50     | 121.50 |       |
| 7         | 28  | 15               | Gabriel Almqvist    | Suécia        | 59.50     | 6.25      | 52.50     | 112.00 |       |
| 8         | 15  | 6                | Cameron Spalding    | Canadá        | 31.75     | 55.00     | 55.00     | 110.00 |       |
| 9         | 20  | 5                | Øyvind Kirkhus      | Noruega       | 54.00     | 14.75     | 53.00     | 107.00 |       |
| 10        | 43  | 18               | Naj Mekinc          | Eslovênia     | 63.00     | 40.25     | 8.50      | 103.25 |       |
| 11        | 40  | 20               | William Almqvist    | Suécia        | 49.50     | 10.00     | 51.25     | 100.75 |       |
| 12        | 24  | 19               | Ruki Tobita         | Japão         | 17.75     | 14.25     | 77.50     | 95.25  |       |
| 13        | 19  | 2                | Liam Brearley       | Canadá        | 9.00      | 41.75     | 41.00     | 82.75  |       |
| 14        | 6   | 8                | Sven Thorgren       | Suécia        | 21.00     | 72.50     | 7.00      | 79.50  |       |
| 15        | 36  | 14               | Casper Wolf         | Países Baixos | 11.50     | 31.00     | 39.50     | 70.50  |       |
| 16        | 16  | 7                | Nick Pünter         | Suíça         | 59.75     | 9.50      | 6.00      | 69.25  |       |
| 17        | 44  | 17               | Lee Dong-heon       | Coreia do Sul | 14.25     | 52.75     | 15.75     | 68.50  |       |
| 18        | 31  | 13               | Niek van der Velden | Países Baixos | 51.75     | 16.50     | 14.00     | 68.25  |       |
| 19        | 47  | 24               | Pedro Pizarro       | Chile         | 16.50     | 1.00      | 23.75     | 40.25  |       |
| 20        | 35  | 21               | Stian Kleivdal      | Noruega       | 8.75      | 26.75     | 10.75     | 37.50  |       |
| 21        | 12  | 4                | Enzo Valax          | França        | 4.75      | 18.25     | 5.00      | 23.25  |       |
| 22        | 11  | 9                | Moritz Boll         | Suíça         | 6.25      | 2.50      | DNS       | 6.25   |       |
| 23        | 32  | 22               | Alberto Maffei      | Itália        | DNS       | DNS       | DNS       | DNS    | DNS   |
| 23        | 2   | 1                | Valentino Guseli    | Suíça         | DNS       | DNS       | DNS       | DNS    | DNS   |

### Final
As provas começaram às 12:30 do dia 4 de março.
| Colocação         | Bib | Ordem de descida | Nome                | Nacionalidade | Descida 1 | Descida 2 | Descida 3 | Total  |
| ----------------- | --- | ---------------- | ------------------- | ------------- | --------- | --------- | --------- | ------ |
| Medalha de ouro   | 10  | 10               | Taiga Hasegawa      | Japão         | 90.00     | 87.25     | 9.75      | 177.25 |
| Medalha de prata  | 9   | 2                | Mons Røisland       | Noruega       | 89.00     | 18.00     | 68.25     | 157.25 |
| Medalha de bronze | 13  | 4                | Nicolas Huber       | Suíça         | 60.75     | 23.50     | 89.75     | 150.50 |
| 4                 | 3   | 5                | Nicolas Laframboise | Canadá        | 56.00     | 74.25     | 67.75     | 142.00 |
| 5                 | 39  | 1                | Kristián Salač      | Chéquia       | 55.00     | 61.50     | 19.50     | 116.50 |
| 6                 | 7   | 9                | Ryoma Kimata        | Japão         | 24.25     | 22.00     | 92.00     | 116.25 |
| 7                 | 48  | 3                | Yang Wenlong        | China         | 59.25     | 9.75      | 56.00     | 115.25 |
| 8                 | 23  | 7                | Sam Vermaat         | Países Baixos | 71.25     | 28.00     | 16.75     | 99.25  |
| 9                 | 4   | 8                | Takeru Otsuka       | Japão         | 14.00     | 76.50     | 22.50     | 99.00  |
| 10                | 26  | 6                | Samuel Jaroš        | Eslováquia    | 20.75     | 12.50     | 57.00     | 77.75  |

Legenda
| Recorde mundial       | Recorde mundial (World record)               |                       | Recorde africano                      | Recorde africano (African) |                                           | Q | Classificado por posição (Qualified) |
| Recorde do campeonato | Recorde do campeonato (Championship record)  | Recorde da América    | Recorde da América (Americas)         | q                          | Classificado por melhor tempo (Qualified) |   |                                      |
| Melhor marca do ano   | Melhor marca do ano (World leading)          | Recorde asiático      | Recorde asiático (Asian)              | DNS                        | Não largou (Did not start)                |   |                                      |
| Recorde nacional      | Recorde nacional (National record)           | Recorde europeu       | Recorde europeu (European)            | DNF                        | Não terminou (Did not finish)             |   |                                      |
| Recorde pessoal       | Recorde pessoal do atleta (Personal best)    | Recorde da Oceania    | Recorde da Oceania (Oceania)          | DSQ / DQ                   | Desclassificado (Disqualified)            |   |                                      |
| Recorde da temporada  | Recorde da temporada do atleta (Season best) | Recorde sul-americano | Recorde sul-americano (South America) | NM                         | Sem marca (No mark)                       |   |                                      |